# 高木和弘
高木 和弘（たかぎ かずひろ、1972年10月27日 - ）は、大阪府生まれのヴァイオリン奏者。

## 来歴・人物
6歳からヴァイオリンを始める。1991年、大阪府立北野高等学校を卒業後、第2回京都フランス音楽アカデミーにてドゥカンに師事。リヨン国立高等音楽院へ入学し、森悠子、エドワード・ウルフソンに師事。南メソディスト大学でエドワード・シュミーダに師事。
2000年9月、文化庁派遣芸術家在外研修員として、シカゴ芸術大学へ留学。2001年 - 2002年度にシカゴ・シビック・オーケストラのコンサートマスター、2002年11月 - 2006年2月、ドイツ・ヴュルテンベルク・フィルハーモニー管弦楽団の第1コンサートマスターを務める。
2007-2012年東京交響楽団コンサートマスター、2006-2013年山形交響楽団ソロ・コンサートマスターを務め、神戸市室内管弦楽団首席コンサートマスター、長岡京室内アンサンブル、いずみシンフォニエッタ大阪、Eusia弦楽四重奏団の各メンバーである。また、DJ YOKU率いる「A HUNDRED BIRDS」、ロッテルダムのタンゴバンド「タンゲロス・ポラレス・コン・フェルヴェルデ」のメンバーでもある。

## コンクール歴等
- 1997年
  - エリザベート王妃国際音楽コンクール入賞。
  - 京都青山音楽記念館（バロックザール）より青山賞。
- 1998年　
  - 第54回ジュネーヴ国際音楽コンクールで第3位。
  - フォーバルスカラシップ・ストラディヴァリウス・コンクール3位。
- 2001年
  - フィショッフ室内楽コンクールで、Eusia弦楽四重奏団の第1ヴァイオリン奏者として第1位。
- 2005年
  - 文化庁芸術祭新人賞。
  - 大阪文化祭大賞。